# Калар
Кала̀р е река в Азиатската част на Русия, Източен Сибир, Забайкалски край, десен приток на Витим. Дължината ѝ е 511 km, която ѝ отрежда 192-ро място по дължина сред реките на Русия.
Река Калар води началото си под името Лява Чина от седловината между Каларския хребет и хребета Удокан (части от Северобайкалската планинска земя), на 1930 m н.в., в северната част на Забайкалски край. След съединяването си с река Дясна Чина, вече под името Калар реката заобикаля от изток най-високата част на Каларския хребет връх Скалисти Голец (2519 m) и завива на запад, а в долното си течение на югозапад, като по целия този участък тече между Каларския хребет на север и хребета Янкан на юг. По цялото си протежение Калар тече в планински райони, като в горното течение наклонът е от 2,8 до 7,8‰, а в средното и долното се понижава до 1,1-1,3‰. В горното течение руслото на реката е дълбоко врязано сред околния терен, като на места се разделя на ръкави, а в долното е предимно праволинейно. По цялото си протежение по реката има множество прагове и бързеи. Влива се отдясно в река Витим, при нейния 900 km, на 561 m н.в.
Водосборният басейн на Калар има площ от 17,4 хил. km2, което представлява 7,73% от водосборния басейн на река Витим и се простира в северните части на Забайкалски край. Около 20% от басейна на реката са заети от горски масиви.
Границите на водосборния басейн на реката са следните:
- на север и юг – водосборните басейни на реките Таксима, Куанда и Калакан, десни притоци на Витим;
- на североизток и изток – водосборния басейн на река Ольокма, десен приток на Лена.

Река Калар получава над 40 притока с дължина над 15 km, като най-големи от тях са: Демку 89 km, Катугин 71 km, Чукчуду 71 km, Луча 60 km, Читканда 53 km.
Подхранването на реката е смесено, като преобладава дъждовното. За Калар е характерно пролетно-лятно пълноводие и епизодично покачване на нивото през лятото и есента в резултат на поройни дъждове. Среден многогодишен отток при село Среден Калар, на 156 km от устието 160,97 m3/s (през юни 546,15 m3/s, максимален 1310 m3/s през юли 1988 г.), в устието 146 m3/s, което като обем представлява 4,608 km3/год. Годишното колебание на нивото на водата достига до 7 m. Замръзва в началото на ноември, а се размразява в средата на май. От януари до април, за период от 95 дни реката замръзва до дъно, а дебелината на леда достига до 155 s. Средната мътност е от 25 до 50 g/m3.
По течението на реката има само едно постоянно населено място – село Среден Калар (на 156 km от устието).
Река Калар е много популярна като обект на воден туризъм – рафтинг.